# Vojen Ložek
Vojen Ložek (26. července 1925 Praha – 15. srpna 2020 Praha) byl český přírodovědec, odborník na přírodu kvartéru (čtvrtohor), zoolog-malakolog, dlouholetý ochránce přírody, spisovatel-publicista a pedagog.
Jednalo se o vědce a odborníka světového významu, o němž jeho student Václav Cílek prohlásil: „Vojen Ložek není jeden člověk, ale tým specialistů“. Je držitelem zlaté medaile Albrechta Pencka za zásluhy o světový rozvoj poznání čtvrtohor, v roce 2005 obdržel Cenu ministra životního prostředí.
Vystudoval geologii na Přírodovědecké fakultě UK v Praze. Pracoval v Ústředním ústavu geologickém a později v kvartérním oddělení Geologického ústavu AV ČR a také v Českém ústavu ochrany přírody. 
Od roku 1935 žil v Praze celkem 69 let v domě na rohu Janáčkova nábřeží čp. 1055/21 a Kořenského ulice, v roce 2004 se přestěhoval do Stodůlek.
Ochraně přírody se věnuje také jeho syn, Ing. Vojen Ložek ml., který pracoval jako referent Správy CHKO Český kras pro plány péče CHÚ, management, program péče o krajinu, naučné stezky a sport.

## Taxony
Taxony popsané Vojenem Ložkem:
- Alzoniella slovenica (Ložek & Brtek, 1964)
- † Aegopis klemmi Schlickum & Ložek, 1965
- a další

Taxony pojmenované na počest Vojena Ložka:
- Lozekia Hudec, 1970[7]
- † Aegopinella lozekiana Stworzewicz, 1976
- † Vertigo lozeki Schlickum & Puisségur, 1978
- Hauffenia lozekiana Haase, Grego, Eröss, Farkas & Fehér, 2021[8]